# Daedalic Entertainment
Daedalic Entertainment GmbH — німецький видавець та розробник відеоігор, що розташований у Гамбурзі, Німеччина. Фірма відома перш за все як розробник ігор жанру «вкажи й натисни». Daedalic заснувала дочірні студії «Daedalic Entertainment Studio West» у Дюссельдорфі ( 28 червня 2014 року) та Daedalic Entertainment Bavaria у Мюнхені (лютий 2018).

## Історія
Перед тим, як Карстен Фіхтельманн заснував Daedalic у 2007-му році, він шість років працював директором з продажу та головним з управління продуктом у гамбурзького видавця DTP Entertainment. Daedalic випустила свою першу гру 5 червня 2008 року. Це була гумористична пригодницька гра Edna & Harvey: The Breakout, яка з'явилася під керівництвом креативного директора Яна Мюллера-Міхаеліса (Jan Müller-Michaelis). Гра мала дуже гарні продажі та отримала низку значних нагород.
Невдовзі була випущена пригодницька гра 1½ Knights – In Search of the Ravishing Princess Herzelinde, яку назвали на честь однойменного фільму. 28 серпня 2009 року — пригодницькі ігри The Whispered World і 8 жовтня 2010 — A New Beginning, яка сфокусувалася на питанні зміни клімату. 2011-го вийшов сиквел до першої гри компанії — Edna & Harvey: Harvey's New Eyes. Роком пізніше вийшли нові пригодницькі ігри під назвою Deponia, які так само отримали кілька нагород.
У травні 2014, німецький видавець Bastei Lübbe заволодів 51 % акцій компанії Daedalic Entertainment.
У листопаді 2016 року Daedalic звільнила дванадцять своїх співробітників, головним чином з відділів виробництва та маркетингу, і вирішила не продовжувати кілька тимчасових контрактів.
У лютому 2018 року Daedalic відкрила третю студію, цього разу в Мюнхені під назвою Daedalic Entertainment Bavaria. Нова студія складається з восьми осіб, очолюваних Олівером Машеком (Oliver Machek), колишнім гравцем Klonk Games, режисером і креативним директором студії, та Стефаном Хармсом (Stephan Harms), головним операційним директором Daedalic. У серпні 2018 року видавець Bastei Lübbe зіткнувся з серйозними фінансовими проблемами, та почав роздумувати про продаж 51% своїх акцій Daedalic.
На початку 2021 року дюссельдорфська та мюнхенська студії були ліквідовані; перша не працювала після того, як креативний директор Андреас Суйка пішов у серпні 2019 року до Epic Games, а друга спорожніла наприкінці 2020 року, а всі співробітники були перенайняті іншими мюнхенськими розробниками.
Nacon оголосила про свій намір придбати Daedalic у лютому 2022 року через купівлю всіх контрольних акцій компанії за приблизно $60 млн. Придбання було підтверджено у квітні 2022 року.

## Ігри
- Edna & Harvey: The Breakout (2008)
- Edna & Harvey: Harvey's New Eyes (2011)

Серія The Whispered World
- The Whispered World (2009)
- Silence: The Whispered World 2 (2016)

Серія Ravensburger Puzzle
- Ravensburger Puzzle (2010)
- Ravensburger Puzzle 2 (2011)

Серія The Chronicles of Shakespeare
- The Chronicles of Shakespeare: Romeo & Juliet (2010)
- The Chronicles of Shakespeare: A Midsummer Night's Dream (2011)

Серія Deponia
- Deponia (2012)
- Chaos on Deponia (2012)
- Goodbye Deponia (2013)
- Deponia Doomsday (2016)

Серія The Dark Eye
- The Dark Eye: Chains of Satinav (2012)
- The Dark Eye: Memoria (2013)
- The Dark Eye: Blackguards (2014)
- Blackguards 2 (2015)

Інші
- 1½ Knights: In Search of the Ravishing Princess Herzelinde (2008)
- The Tudors (2009)
- Wolfgang Hohlbein: The Inquisitor (2009)
- 20,000 Leagues Under the Sea (2010)
- A New Beginning (2010)
- Sinister Affair: Immortal Lovers (2010)
- Winterfest (2010)
- The Skillz (2010)
- Robin Hood: King of the Outlaw (2010)
- Derrick: Death in the Flower Bed (2010)
- Dragon Guardian: The Prophecy (2011)
- Borgia (2011)
- The Night of the Rabbit (2013)
- Journey of a Roach (2013)
- 1954: Alcatraz (2014)
- Fire (2015)
- Anna's Quest (2015)
- Shadow Tactics: Blades of the Shogun (2016)
- The Franz Kafka Videogame (2017)
- The Long Journey Home (2017)
- Ken Follett's The Pillars of the Earth (2017)
- Witch It (2017)
- State of Mind (2018)
- Intruders: Hide and Seek (2019)
- Barotrauma (2019)
- The Lord of the Rings: Gollum (2023)